# Enel Distribuição Rio
A Enel Distribuição Rio, anteriormente conhecida como Ampla é uma empresa de distribuição de energia elétrica com atuação no estado do Rio de Janeiro. A distribuidora, cuja sede está localizada na cidade do Rio de Janeiro, atende cerca de 3,1 milhões de unidades consumidoras em 66 municípios do estado do Rio de Janeiro, envolvendo uma população estimada de 6,9 milhões de habitantes.

## História
A história da Enel Distribuição Rio está ligada diretamente à da CERJ (Companhia de Eletricidade do Estado do Rio de Janeiro), empresa pioneira no segmento de energia elétrica no Estado do Rio de Janeiro. Iniciada há mais de um século, no ano de 1883, no norte do Estado do Rio de Janeiro, em Campos dos Goytacazes, com a instalação de uma pequena usina termoelétrica, a CERJ foi criada para suprir a energia de 39 luminárias de rua.
Surgia, então, a primeira Companhia de Eletricidade da América Latina. Após vários anos de controle estrangeiro no sistema elétrico fluminense, na década de 30, o governo do Rio de Janeiro decidiu começar a investir nessa área, no entanto, apenas em 1954 foi criada a Empresa Fluminense de Energia Elétrica (EFE).
O governo fluminense decidiu, em 1963, redimensionar o setor energético estadual e criou a holding CEFL (Centrais Elétricas Fluminenses), que reúne diversas empresas deficitárias fornecedoras de energia elétrica, além da EFE, a Centro Fluminense de Eletricidade (CEFE), a S.A Força e Luz Íbero-Americana e a Companhia Norte Fluminense de Eletricidade. Em 1967, a CELF incorporou todas as suas subsidiárias e passou a responder pelos serviços prestados por elas.
Em 1975, depois da fusão do estado do Rio de Janeiro com o estado da Guanabara, parte da CELF foi vendida para a Companhia Brasileira de Energia Elétrica (CBEE), no ano de 1977, cujo controle era privado, e passou, naquele mesmo ano, a ser de controle do estado do Rio de Janeiro.
Em abril de 1980, a CBEE passou a assumir todas as operações da CELF e teve sua denominação alterada para Companhia de Eletricidade do Estado do Rio de Janeiro (CERJ).
Privatizada em leilão em novembro de 1996, durante o governo de Marcello Alencar, continuou se chamando CERJ, uma vez que o governo do estado ainda detinha uma porcentagem na empresa. A CERJ só mudou sua denominação no início dos anos 2000, quando passou a se chamar Ampla, e atualmente Enel Distribuição Rio, após ser adquirida pela Enel Spa, companhia italiana.

## Administração[2]
| Anna Paula Hiotte Pacheco        | Diretor-Presidente e Diretor de Regulação                                   |
| Julia Freitas de Alcântara Nunes | Diretor de Administração, Finanças, Controle e de Relações com Investidores |
| Alain Rosolino                   | Diretor de Pessoas e Organização                                            |
| José Nunes de Almeida Neto       | Diretor de Relações Institucionais                                          |
| Janaina Savino Vilella Carro     | Diretor de Comunicação                                                      |
| Ana Claudia Gonçalves Rebello    | Diretor Jurídico                                                            |
| Luiz Flavio Xavier de Sá         | Diretor de Mercado                                                          |
| Fernando Andrade                 | Diretor de Engenharia e Construção                                          |
| Jose Luis Salas Rincon           | Diretor de Operações de Infraestrutura e Redes                              |

## Dados da Enel Rio
Desde 1996, a empresa é de capital aberto e tem como principal acionista a holding Enel Brasil, que controla 99,73% do capital. Conhecida antes como Ampla, a distribuidora de energia elétrica Enel Distribuição Rio, tem atuação em 66 municípios do Estado do Rio de Janeiro e abrange 73% do território estadual, com a cobertura de uma área de 32.615 km².
Entre próprios e terceiros, a distribuidora encerrou o primeiro trimestre de 2023 com 12.221 colaboradores que contribuíram diretamente para o alcance dos seguintes resultados. A energia vendida e transportada nos três primeiros meses de 2023 foi de 3.102GWh, sendo que o total durante o mesmo período de 2022 foi de 3.055 GWh, o que representa 1,5%. A receita líquida no primeiro trimestre de 2023 foi R$ 2.099.370.
No primeiro trimestre de 2023, a Companhia investiu R$ 300,4 milhões, ficando praticamente em linha com o montante investido no mesmo período do ano passado. Os investimentos foram voltados no combate às perdas, com crescimento de 41,3% no trimestre. Destacam-se também ações voltadas à manutenção corretiva, que aumentam a vida útil dos ativos.
A geração de caixa no primeiro trimestre de 2023, pelo conceito EBITDA (lucro antes de juros, impostos depreciação e amortização), totalizou  em - R$ 6.269 milhões, o que representa um aumento de R$ 9,5 milhões em relação ao mesmo período do ano anterior. No acumulado do ano, a Companhia registrou prejuízo de R$ 92,4 milhões, o que representa uma redução de R$ 175,9 milhões em relação ao mesmo período em 2021. 
Serviços personalizados, que eram oferecidos pela Ampla, como seguros, assistência residencial, título de capitalização e planos odontológicos, passaram a ser responsabilidade de outra empresa da Endesa Brasil, a Prátil, criada em 2010.

## Área de concessão
A Enel Distribuição Rio presta serviços para cerca de 3,1 milhões de clientes residenciais, comerciais, industriais e públicos, o que representa um total de 6,9 milhões de pessoas e é uma das três distribuidoras de energia elétrica no estado do Rio de Janeiro, juntamente com a Light e com a Energisa Nova Friburgo. 
A companhia atua nos seguintes municípios fluminenses: Itaocara, Niterói, São Gonçalo, Itaboraí, Macaé, Rio das Ostras, Casimiro de Abreu, Armação dos Búzios, Cabo Frio, São Pedro da Aldeia, Arraial do Cabo, Iguaba Grande, Araruama, Rio Bonito, Cachoeiras de Macacu, Saquarema, Tanguá, Maricá, Guapimirim, Teresópolis, Magé, Duque de Caxias (abrangência pacial), Petrópolis, Mangaratiba, Angra dos Reis, Paraty, Campos dos Goytacazes, Resende, Porciúncula, Varre Sai, Natividade, Bom Jesus do Itabapoana, Itaperuna, Laje do Muriaé, Miracema, São José do Ubá, Italva, Cambucí, Santo Antônio de Pádua, Aperibé, São Fidelis, Cardoso Moreira, São Francisco do Itabapoana, São João da Barra, Itaocara, Quissamã, São Sebastião do Alto, Santa Maria Madalena, Conceição de Macabu, Carapebus, Cantagalo, Macuco, Cordeiro, Duas Barras, Trajano de Moraes, Bom Jardim, Carmo (abrangência parcial), Sumidouro, Silva Jardim, São José do Vale do Rio Preto, Três Rios (abrangência parcial), Areal, Itatiaia, Porto Real, Paraíba do Sul (abrangência parcial) e Nova Friburgo (abrangência parcial).

## Reajustes e Revisão Tarifária
A Agência Nacional de Energia Elétrica (ANEEL) aprovou no dia 15 de março de 2022 o reajuste anual das tarifas da Enel Distribuição Rio de Janeiro, levando em conta a variação de custos relacionados aos serviços prestados pela companhia. No dia 15 de março do mesmo ano as tarifas entraram em vigor, conforme foi divulgado na época.  
| Empresa                                  |        |
| Consumidores residenciais - B1           |        |
| Enel – RJ                                | 17,14% |
| Classe de Consumo – Consumidores cativos | %      |
| Efeito Médio para o consumidor           | 16,86% |
| Baixa tensão em média                    | 17,39% |
| Alta tensão em média (indústrias)        | 15,38% |

*Atualizada em 2022.

## Projetos Sociais
Ecoenel – Projeto voltado à reciclagem onde as pessoas podem trocar seus resíduos recicláveis por bônus na conta de energia.
Enel Compartilha – Nesse projeto é possível fazer a troca gratuita de lâmpadas incandescentes ou fluorescentes - exceto modelos tubulares -, por outras de LED, que são até 80% mais econômicas e duram 10 vezes mais quando comparadas aos modelos mais antigos.
Enel Compartilha Eficiência – Desenvolvimento de ações de eficiência energética no uso final de energia elétrica, por meio de projetos executados em instalações dos consumidores. 
Ao assumir um compromisso público com os seis dos Objetivos de Desenvolvimento Sustentável (ODS) da Agenda 2030 da ONU, o projeto Enel Compartilha Eficiência, coloca em prática uma iniciativa que colabora com a melhoria da eficiência energética, impulsionando o ODS de número 7, cujo foco é assegurar uma energia confiável, sustentável, moderna e acessível para todos.
Luz Solidária – Trata-se de uma iniciativa de sustentabilidade com foco no uso inteligente e eficiente da energia elétrica, que permite aos clientes a troca de eletrodomésticos antigos por modelos novos e muito mais econômicos com 50% de desconto em toda a área de concessão da Enel.
A ação também está alinhada aos compromissos assumidos pelo Grupo Enel com a Agenda 2030 das Nações Unidas e com os Objetivos de Desenvolvimento Sustentável (ODS), especialmente com o ODS 7 – Energia Limpa e Acessível.

## Enel Distribuição Rio na Pandemia de Covid-19
Com a doação de equipamentos e outras ações para apoiar a vacinação nos diversos municípios de sua área de concessão, a Enel aderiu ao Movimento Unidos Pela Vacina. 
A Enel Distribuição Rio, afetada pela pandemia do coronavírus, amargou um prejuízo de R$ 249,69 milhões em 2020.   
Com o intuito de driblar um pouco os efeitos da crise, a distribuidora anunciou em agosto de 2020 que parcelaria em até 10x os débitos de conta de luz atrasadas dos consumidores. 

## Prêmios
O investimento massivo nas fontes renováveis de energia, a preocupação constante com as alterações climáticas e o desenvolvimento de mais de 250 projetos de geração de renda, eficiência energética, educação e reciclagem, fizeram com que a Enel recebesse dois importantes prêmios oferecidos pela Revista Exame: Empresa Mais Sustentável do Setor Elétrico e Empresa Mais Sustentável do Brasil.
- Empresa Mais Sustentável do Ano pelo Guia Exame Sustentabilidade de 2018

- Empresa Cidadã – janeiro de 2017

A Enel no Brasil foi reconhecida como Empresa Cidadã pela qualidade das informações contábeis e socioambientais apresentadas, transparência e por demonstrar as diretrizes internacionais de sustentabilidade aplicadas na rotina da empresa. A avaliação é feita em todo o Brasil e o título é concedido pelo Conselho Regional de Contabilidade (CRC – RJ), em parceria com a Fecomércio – RJ, a Universidade Federal do Rio de Janeiro (UFRJ) e o Sistema Firjan.
- Prêmio Nacional de Inovação – junho de 2017

No Brasil, a Enel venceu em “Gestão em Inovação”, principal categoria do Prêmio Nacional de Inovação 2017. Esse é o mais importante prêmio de reconhecimento no Brasil para promoção da inovação no setor empresarial. O evento é organizado pela Confederação Nacional da Indústria (CNI) e pelo Serviço Brasileiro de Apoio às Micro e Pequenas Empresas (Sebrae).
- 5ª Melhor Empresa para Trabalhar no Rio de Janeiro – agosto de 2017

Ocupando o 5º lugar do ranking na categoria de Grandes Empresas da Great Place to Work (GTPW), pela primeira vez de forma integrada a Enel e a Enel Green Power receberam o prêmio de Melhor Empresa para Trabalhar no Rio de Janeiro. No ranking geral, a empresa ficou entre as 50 melhores para trabalhar no Rio de Janeiro.
- Empresa Amiga da Criança – agosto de 2017

Concedido pela Fundação Abrinq pelo segundo ano consecutivo, a Enel no Brasil recebeu o selo Empresa Amiga da Criança. Projetos da companhia como o Sinfonia do Amanhã, Enel Compartilha Energia na Escola, Rede do Bem e Desenvolver estão de acordo com o propósito do Programa Empresa Amiga da Criança. 